# Charles Wlodarczak
Charles Wlodarczak (* 27. März 1983) ist ein kanadischer Skeletonsportler.
Charles Wlodarczak studiert Geschichte und Politikwissenschaft und lebt in Calgary. Er begann 2006 mit dem Skeletonsport und gehört seit 2007 dem Nationalkader Kanadas an. Seine Trainer sind Duff Gibson (Bahn) und Kelly Forbes (Sprint und Ausdauer). Zum Beginn der Saison 2006/07 wurde er in zwei aufeinander folgende Rennen im Skeleton-America’s-Cup auf seiner Heimbahn in Calgary 22. und 21. Einen Monat und vier Rennen später konnte er als Neuntplatzierter in Park City erstmals unter die besten Zehn fahren. Im Jahr 2007 kam Wlodarczak zu keinen internationalen Einsätzen. Erst im Januar 2008 folgten weitere Rennen im America’s-Cup. In vier der sechs Saisonrennen erreichte der Kanadier einstellige Platzierungen. In der Saison 2008/09 startete Wlodarczak im Skeleton-Europacup. Schon in seinem ersten Rennen in Winterberg kam er als Zehntplatzierter unter die besten zehn. Im weiteren Saisonverlauf konnte er sich massiv steigern. In St. Moritz fuhr er hinter John Daly und Hiroatsu Takahashi konnte er als Drittplatzierter erstmals auf das Podium fahren, das er als Viertplatzierter im folgenden letzten Saisonrennen in Cesana gegen Daly knapp verpasste. In der Gesamtwertung des Europacups wurde Wlodarczak Zehnter. In der folgenden Saison stieg der Kanadier in den Skeleton-Intercontinentalcup auf. In sechs der acht Saisonrennen erreichte er die Top Ten. In Calgary konnte er erneut hinter Daly und Adam Pengilly auf das Podium fahren. In der Gesamtwertung platzierte er sich als Achter erneut gut und kam in der FIBT-Rangliste auf den 25. Rang.